# C/2016 A8 LINEAR
C/2016 A8 (LINEAR) è una cometa periodica scoperta il 14 gennaio 2016: è classifica come cometa non periodica in quanto il suo periodo orbitale, 207,72 anni, supera il limite convenzionale stabilito in duecento anni che separa le comete periodiche da quelle a lungo periodo denominate comete non periodiche. La cometa ha una piccola MOID con il pianeta Saturno.